# Suore di Gesù Buon Pastore
Le Suore di Gesù Buon Pastore, dette Pastorelle (in latino Sorores a Iesu Bono Pastore), sono un istituto religioso femminile di diritto pontificio: i membri di questa congregazione pospongono al loro nome la sigla S.J.B.P.

## Storia

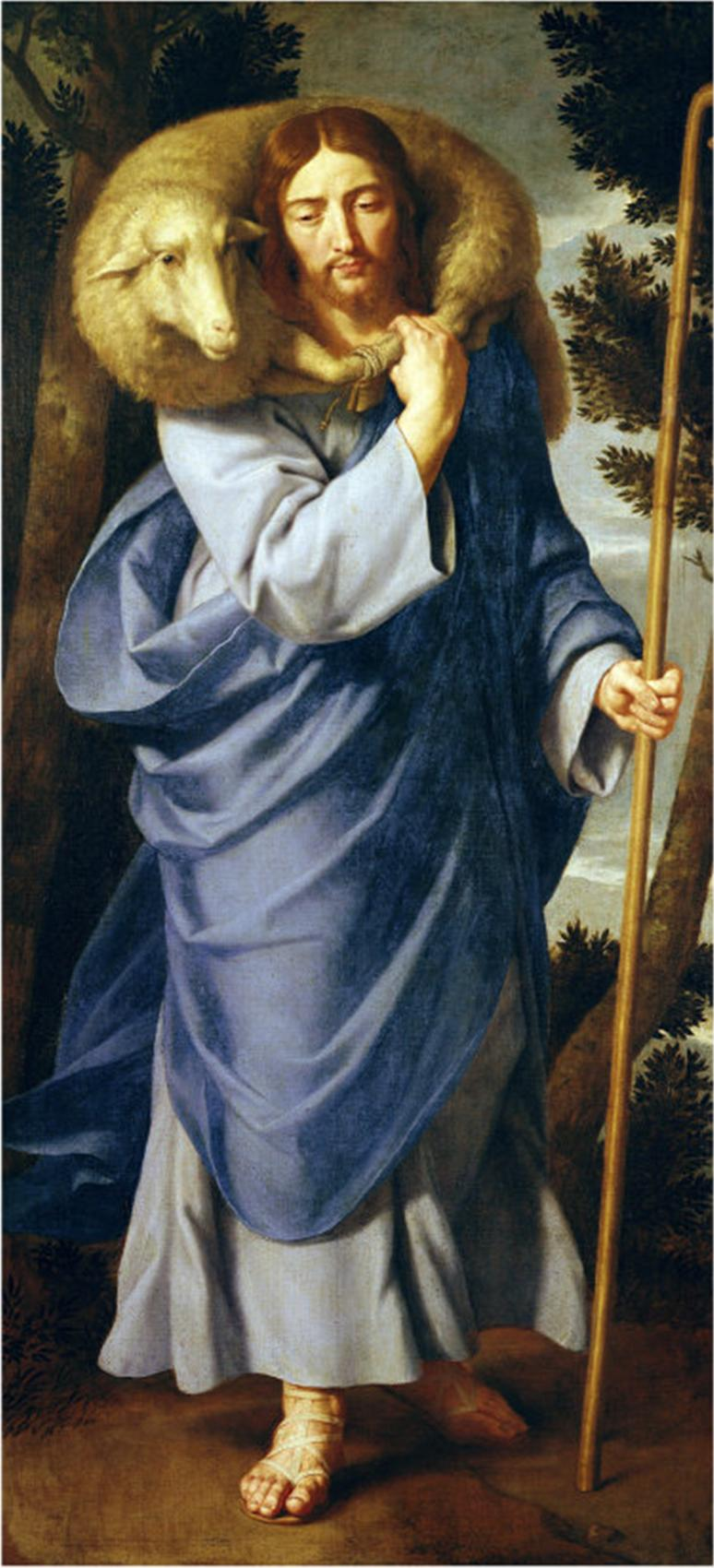
Il Buon Pastore: dipinto di Jean-Baptiste de Champaigne

La congregazione venne fondata dal sacerdote italiano Giacomo Alberione (1884-1971) con alcune suore della Pia Società Figlie di San Paolo.
Durante la sua breve esperienza (1936-1938) come viceparroco a Roma, presso la chiesa di Gesù Buon Pastore alla Montagnola, Alberione pensò a una comunità femminile dedita alla cooperazione e al servizio dei sacerdoti con cura d'anime: la prima casa venne aperta il 7 ottobre 1938 a Genzano.
Il 23 giugno 1953 la congregazione venne approvata come istituto di diritto diocesano dal cardinale Giuseppe Pizzardo, vescovo suburbicario di Albano; ricevette il pontificio decreto di lode il 29 giugno 1959.

## Attività e diffusione
Le suore Pastorelle lavorano accanto ai parroci per il rinnovamento e l'animazione delle comunità loro affidate.
Sono presenti in Europa (Albania, Italia), nelle Americhe (Argentina, Bolivia, Brasile, Cile, Colombia, Messico, Perù, Uruguay, Venezuela), in Africa (Gabon, Mozambico), in Asia (Corea del Sud, Filippine) e in Oceania (Australia, Saipan); la sede generalizia è a Roma.
Al 31 dicembre 2005, la congregazione contava 595 religiose in 125 case.